# Wangerland
Wangerland é um município da Alemanha localizado no distrito de Friesland, estado de Baixa Saxônia.